# پطروس ماقاکیان
پطروس ماقاکیان (ارمنی: Պետրոս Մաղաքյան؛ انگلیسی: Bedros Magakyan؛ ۴ سپتامبر ۱۸۲۶ – ۲۷ مارس ۱۸۹۱) بازیگر کارگردان. فعال تئاتر ارمنی‌تبار اهل امپراتوری عثمانی بود.

## زندگی‌نامه
وی در ۴ سپتامبر ۱۸۲۶ در کنستانتینوپل به دنیا آمد .   وی در ۲۷ مارس ۱۸۹۱ در سن ۶۴ سالگی در کنستانتینوپل درگذشت.